# Caux VD

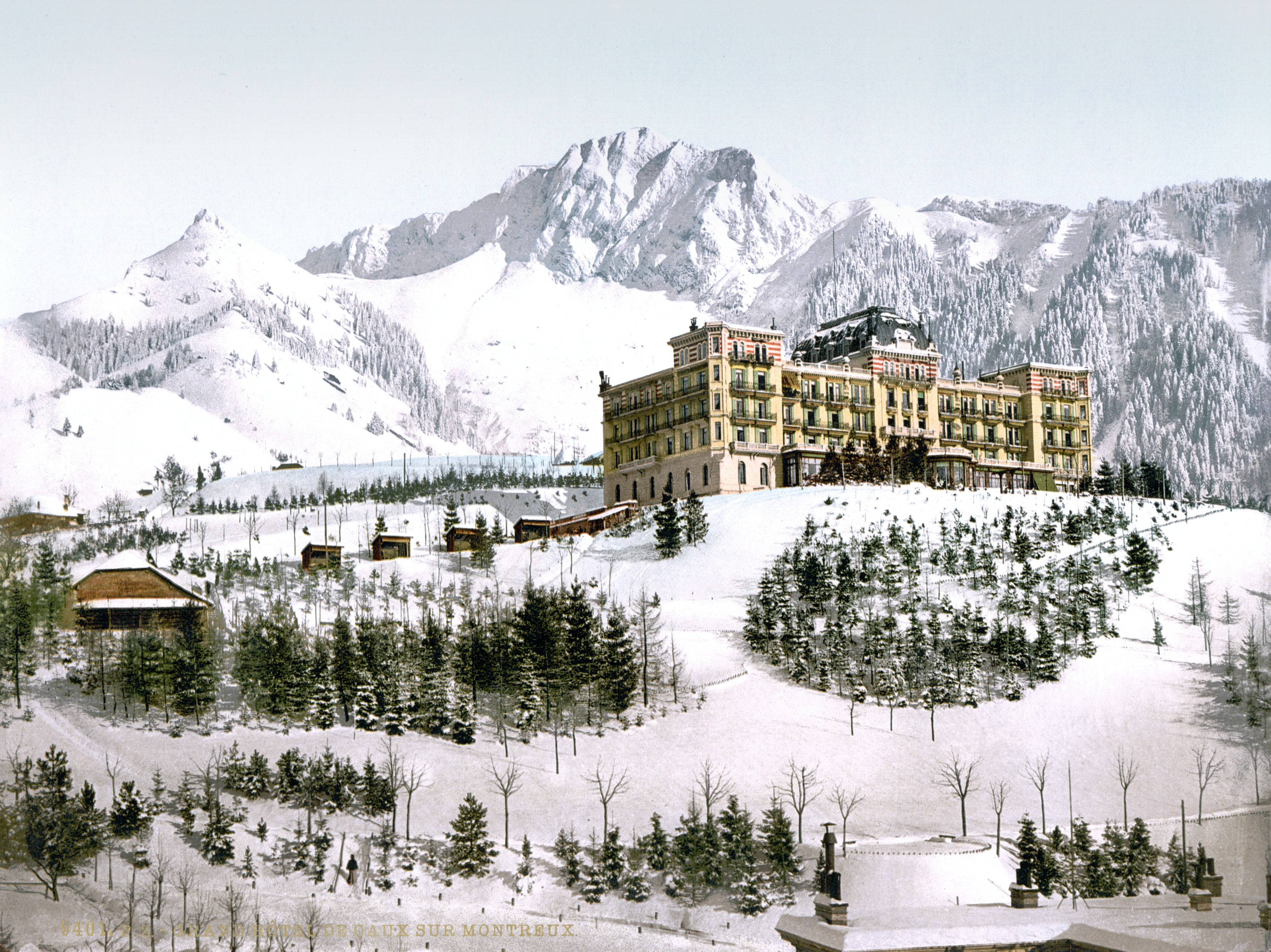
Grand Hôtel de Caux im späten 19. Jahrhundert

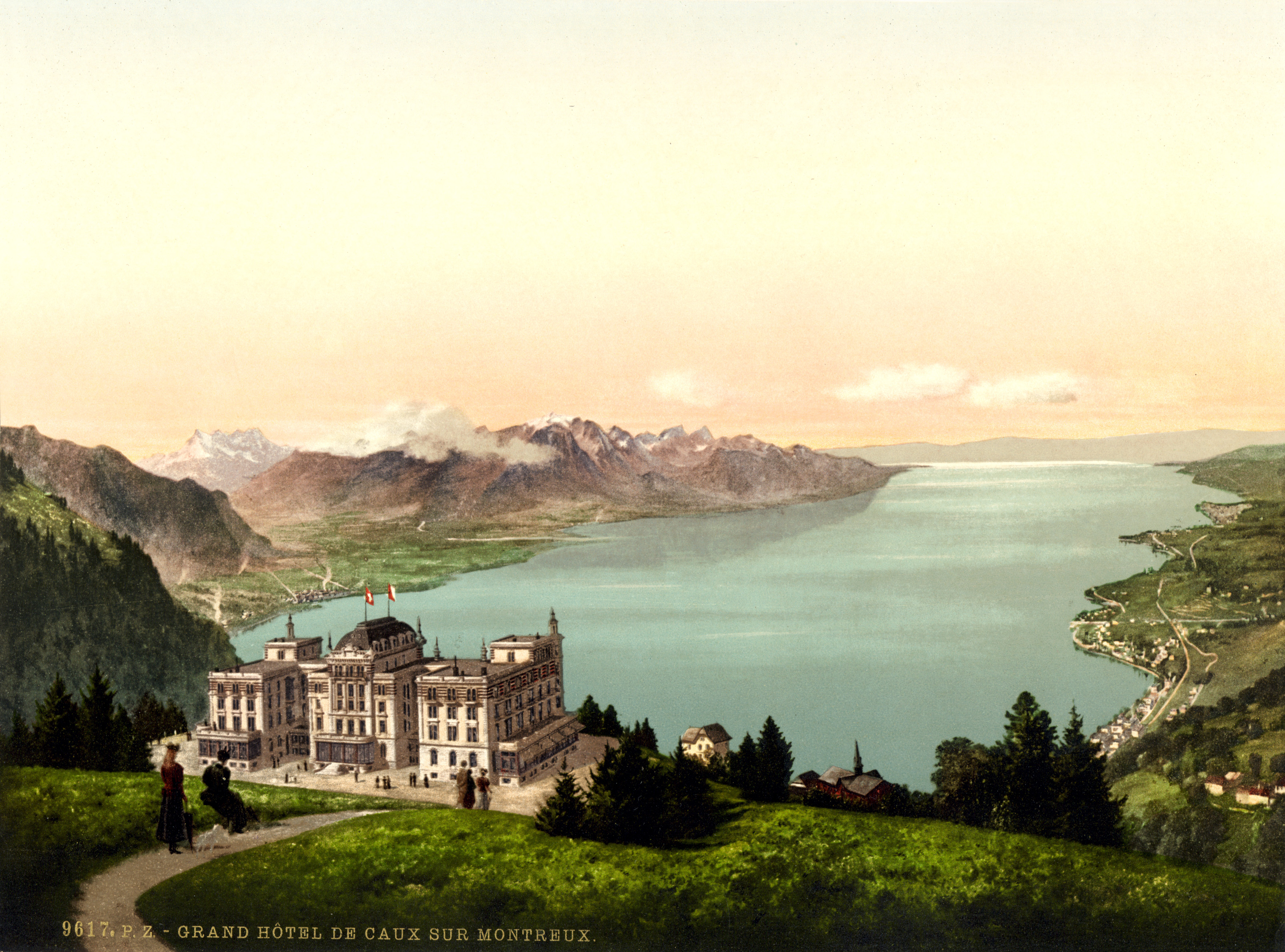
Postkarte aus dem Jahr 1904

Caux ist ein im Kanton Waadt auf 1054 m ü. M. gelegener Kurort. Er gehört zur politischen Gemeinde Montreux. Caux wird oft in Verbindung mit dem Berg und Ausflugsziel Rochers de Naye genannt.

## Ortslage
Caux liegt in einem zu Frankreich grenznahen Gebiet und wird auch als „Balkon des Genfersees“ bezeichnet. Auch die französischen und Schweizer Alpen sind von diesem Ort aus gut zu überblicken. Der Ort ist vom starken Nordwind und Strassenlärm gut geschützt, und es kann im Sommer wie im Winter Sport betrieben werden.
Orte in der Umgebung sind:
Montreux, ca. 1,5 km
Glion, ca. 0,8 km (gehört ebenfalls zu Montreux)
Veytaux, ca. 1,8 km
Les Avants, ca. 2,2 km
Eine Haltestelle der Zahnradbahn Montreux–Glion–Rochers-de-Naye findet sich im Ort.

## Geschichte

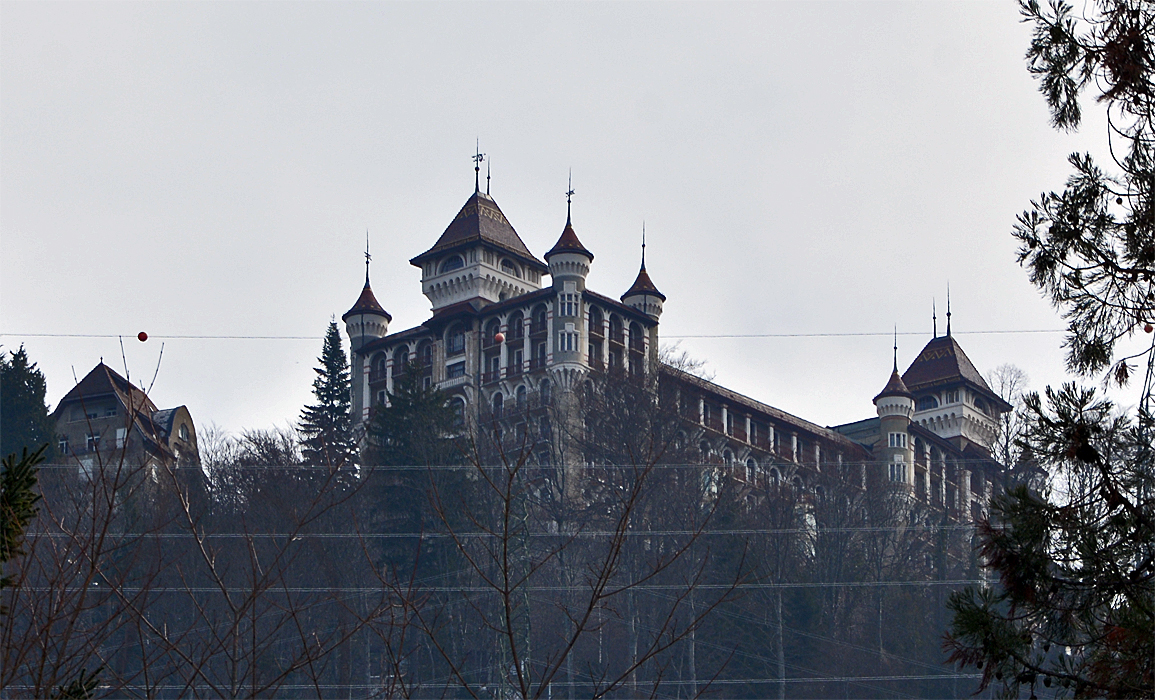
Caux Palace

Luftbild (1948)

Bis weit ins 19. Jahrhundert bestand Caux nur aus wenigen Alphütten für die Hirten, die auf den Alpweiden das Vieh der Bauern von Montreux hielten. Als in der zweiten Hälfte des 19. Jahrhunderts mehr und mehr Wanderer von Montreux und von Glion zu den Höhen von Caux hinaufstiegen, wurde 1875 die erste Alphütte zu einer Herberge ausgebaut. 1892 wurde die Zahnradbahn Glion–Caux fertiggestellt.
In der Belle Epoque wurde Caux bekannt durch das Grand Hôtel de Caux und das Hotel Caux Palace. 1946 kam der US-amerikanische Pastor Frank Buchman nach Caux. Er erwarb das Hotel Caux Palace für die antikommunistische Organisation Moralische Aufrüstung (seit 2001 Initiativen der Veränderung). Diese richtete im einstigen Hotel Caux Palace ihr internationales Konferenzzentrum ein. Das frühere Grand Hôtel de Caux ist seit 1978 ein Konferenzzentrum der Rosenkreuzergemeinschaft Lectorium Rosicrucianum.
Zu den prominenten Gästen in Caux zählten u. a. Elisabeth von Österreich-Ungarn („Sisi“), Konrad Adenauer, Robert Schuman, Michael I. von Rumänien, der Dalai Lama und Kofi Annan. Der Schweizer Kulturmanager Claude Nobs lebte in seinem Chalet in Caux.